# 米德哈特帕夏集市
米德哈特帕夏集市 (阿拉伯语：‎，Medhat Pasha Souq)是叙利亚首都大马士革旧城内一个古老的集市，构成大马士革直街西半段。它得名于下令覆盖铅顶棚的奥斯曼帝国叙利亚总督米德哈特帕夏。米德哈特帕夏集市分支出许多较小的露天市场。沿街有许多重要的景点，包括安巴尔府。
叙利亚内战期间，一些示威活动在此举行。